# 傅村镇 (金华市)
傅村镇，是中華人民共和國浙江省金华市金东区下辖的一个镇。位于金东区东北部。

## 傅村镇下辖下列村委会（自然村）
- 向阳（傅村）
- 傅村一村（傅村）
- 傅村二村（傅村）
- 傅村三村（傅村）
- 艮溪口（溪口）
- 江沿山
- 上姜
- 水角
- 上柳家
- 下柳家（下柳家、金华畈）
- 田塘背
- 畈田蒋
- 西周
- 石狮塘（石狮塘、下祝塘、孙村）
- 双溪（山头下）
- 杨家
- 凤塘
- 后祖（后祖、亭里）
- 下溪
- 苍头
- 深塘坞）
- 上何（上何、下何）
- 寿昌市
- 上沈（上沈、蒋村、杨宅、前店）
- 大路沈（大路沈、何田干）
- 徐家
- 后畈
- 上叶家（叶家）
- 东石塘（石塘）
- 六石
- 祝家村（祝村）
- 东后徐（后徐）
- 洪塘畈
- 何家）
- 后傅

## 行政区划
下辖以下地区：
傅村一村、傅村二村、傅村三村、向阳村、后傅村、何家村、洪塘畈村、杨家村、凤塘村、畈田蒋村、石狮塘村、西周村、上柳家村、下柳家村、上姜村、田塘背村、江沿山村、水角村、深塘坞村、苍头村、下溪村、上何村、寿昌市村、后畈村、上沈村、徐家村、大路沈村、上叶家村、六石村、祝家村、东后徐村、东石塘村、后祖村、双溪村和艮溪口村。

## 中国传统村落
山头下村获评“中国传统村落”。

## 名胜古迹
- 著名诗人艾青故居，位于傅村镇畈田蒋村，县级重点文物保护单位。

## 资料来源
- 金东区地名录 （页面存档备份，存于）

1. ↑  . 中华人民共和国国家统计局. 2023 （中文（中国大陆））.[]